# 唐灵生
唐灵生（1971年3月18日—），中国广西临桂五通镇上祥村人，中国前男子举重运动员。1996年奥运会男子举重59公斤级冠军。

## 生平

### 举重历程
1983年，12岁的唐灵生因擅长在舞狮翻跟头被五通中心小学教练陈夏仁发现，进入五通中心小学练习跳水，后跟随启蒙教练唐运桂练习举重，1985年进入广西体工队，1987年开始系统的专业举重训练。
1989年，唐灵生在沈阳第2届全国青少年运动会男子56公斤级举重比赛中以总成绩262.5公斤获得第三名，同年曾出国到南斯拉夫比赛。1991年，在石家庄第2届城市运动会男子60公斤级举重比赛中，以总成绩280公斤获得亚军；1992年，在全国举重锦标赛男子成年组60公斤级比赛中以总成绩295公斤获得第三名。
1992年，唐灵生进入国家举重队。1993年11月，以总成绩292.5公斤获得了第65届世界举重锦标赛男子59公斤级季军。1994年10月，获得了广岛亚洲运动会男子59公斤级举重比赛亚军。1995年，获得了第67届世界举重锦标赛男子59公斤级挺举第一名、总成绩第五名，在亚洲举重锦标赛男子59公斤级比赛获得冠军并打破一项亚洲纪录。1996年，再次获得亚洲举重锦标赛男子59公斤级冠军。在奥运会前排名世界第5。
1996年7月21日，在亚特兰大奥运会男子59公斤级举重比赛中，唐灵生与希腊选手萨巴尼斯抓举均举起137.5公斤，但因唐灵生体重稍重，名次靠后。在挺举中，唐灵生第二次试举举起个人最好成绩167.5公斤，但萨巴尼斯在第三次试举也举起167.5公斤。为确保胜利，唐灵生在第三次试举中举起接近自身体重三倍的170公斤，最终以307.5公斤的总重量获得冠军并打破世界纪录。这是中国于1984年后在举重项目上的时隔12年重获的第一个奥运会金牌。在挺举的第三次试举中，唐灵生举起杠铃后没有观察到裁判的试举成功信号，因担心放下杠铃后裁判不承认一直举起杠铃长达12秒，直到教练王国新跑上台，唐灵生才放下杠铃。
1998年，唐灵生退役。

### 退役之后
唐灵生退役后曾到广西艺术学院学习半年，2000年返乡承包400亩地种了3年柿子，但因品种、技术问题失败，之后与朋友在桂林注册了广告公司，但也没成功。2006年5月起担任广西壮族自治区重竞技管理中心主任助理，主抓跆拳道、柔道、摔跤、举重、拳击项目的训练情况。2008年6月6日，唐灵生担任北京奥运会火炬接力在桂林的第一棒火炬手。
2010年3月19日，唐灵生于南宁驾车与一位横穿马路的老人胡松南相撞，老人后经医院抢救无效死亡，警方认定死者承担主要责任。